# Le Saut (film, 1984)
Pour l’article homonyme, voir Le Saut.
Le Saut (ジャンピング, Janpingu, litt. Jumping) (titre original : Jumping) est un court-métrage d'animation de 1984 réalisé par Osamu Tezuka et son studio Tezuka Productions.
Le film, d'une durée de six minutes et comprenant près de 4 000 images, est principalement animé par Junji Kobayashi.

## Synopsis
Le spectateur suit les bonds de plus en plus grands d'une personne en vision subjective.

## Fiche technique
- Titre original : Jumping
- Titre français : Le Saut
- Pays de production :  Japon
- Durée : 6 minutes
- Idée originale : Osamu Tezuka
- Animation : Junji Kobayashi
- Studio : Tezuka Productions
- Producteur : Takayuki Matsutani
- Assistant producteur : Minoru Kubota
- Direction sonore : Shizuo Kurahashi
- Dates de sortie :
  - Japon : juin 1984
  - France : 27 novembre 2002

## Diffusion française
Le film sort en France le 27 novembre 2002, accompagné de quatre autres courts-métrages d'animation expérimentaux du studio Tezuka Productions : La Légende de la forêt, La Goutte, Le Film cassé et La Sirène.
En 2005, Les Films du Paradoxe éditent le DVD 8 films d'Osamu Tezuka qui réunit les cinq courts-métrages projetés ainsi que les Histoires du coin de la rue, les Tableaux d'une exposition et Autoportrait.

## Récompenses
En 1984, le film remporte le Grand prix et le prix Unesco du 6e Animafest Zagreb. L'année suivante, il est récompensé du « Silver Ear Award » au Festival international du film de Valladolid.